# PO E
Die Lokomotiven der Baureihe E waren Elektrolokomotiven der französischen Eisenbahngesellschaft Compagnie du chemin de fer de Paris à Orléans (PO). Bei der SNCF wurden die Fahrzeuge als Baureihe BB 1280 bezeichnet. Die wegen ihrer Form auch als „Boîte à sel“ (Salzkästen) bezeichneten E 1 bis E 8 waren die ersten elektrischen Streckenlokomotiven auf französischen Eisenbahngleisen.

## Vorgeschichte

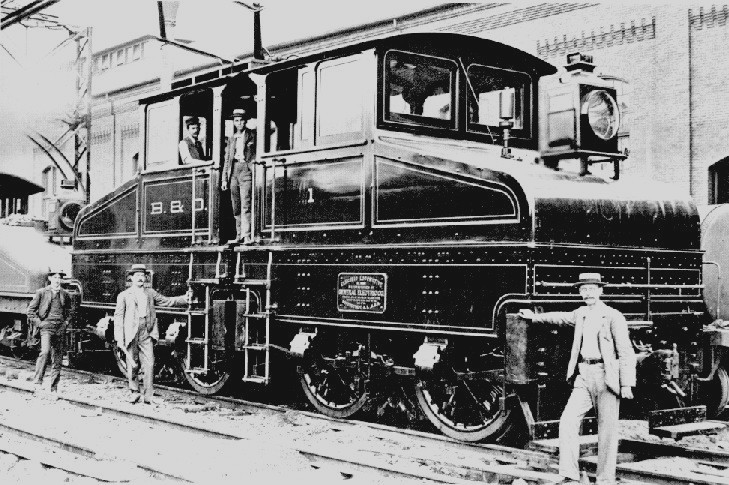
Tunnel-Lokomotive der Baureihe LE-1 der Baltimore and Ohio Railroad (1895)

Im Jahr 1900 elektrifizierte die PO ihre neu errichtete Strecke zwischen den Pariser Bahnhöfen Gare d’Orléans und Gare d’Orsay mit einer Gleichspannung von 550 V, die aus seitlich der Gleise angebrachten Stromschienen bezogen wurde. Aufgrund der bis dahin in Europa einzigartigen Trassierung – im Tunnel unterhalb der Straßenebene unmittelbar am Flussufer der Seine – suchten die Ingenieure nach einer passenden, modernen Lösung für die Traktion der Züge. Um ein möglichst umfassendes Lastenheft erarbeiten zu können, reiste eine Gruppe von ihnen in die USA. Vor allem in Baltimore, wo bereits eine unterirdische Strecke der Baltimore and Ohio Railroad (B&O) elektrisch betrieben wurde, konnte sie die Vor- und Nachteile dieses Systems studieren.

## Geschichte und Beschreibung

### Boîtes à sel

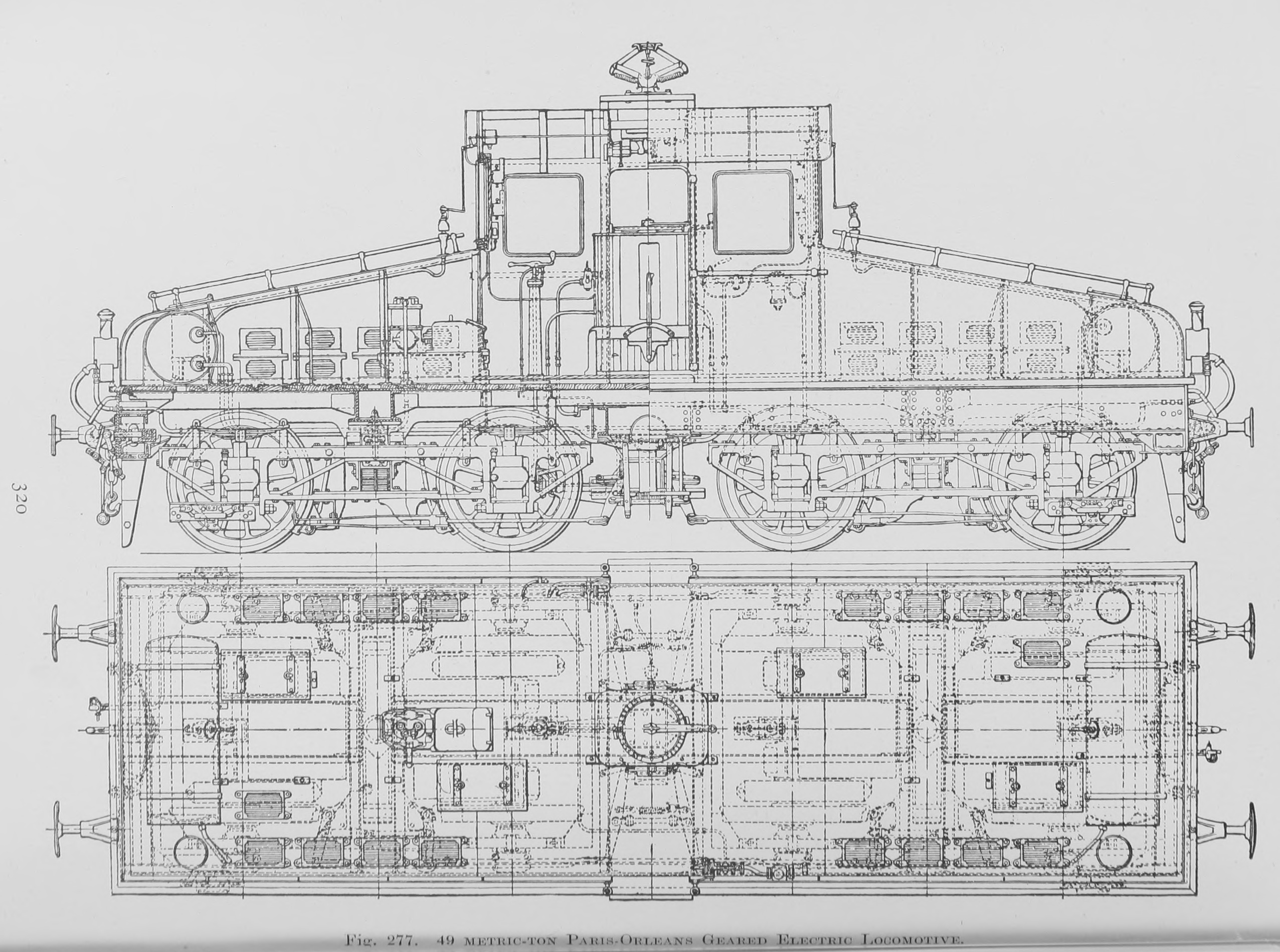
Schnittzeichnung einer „Boîte à sel“

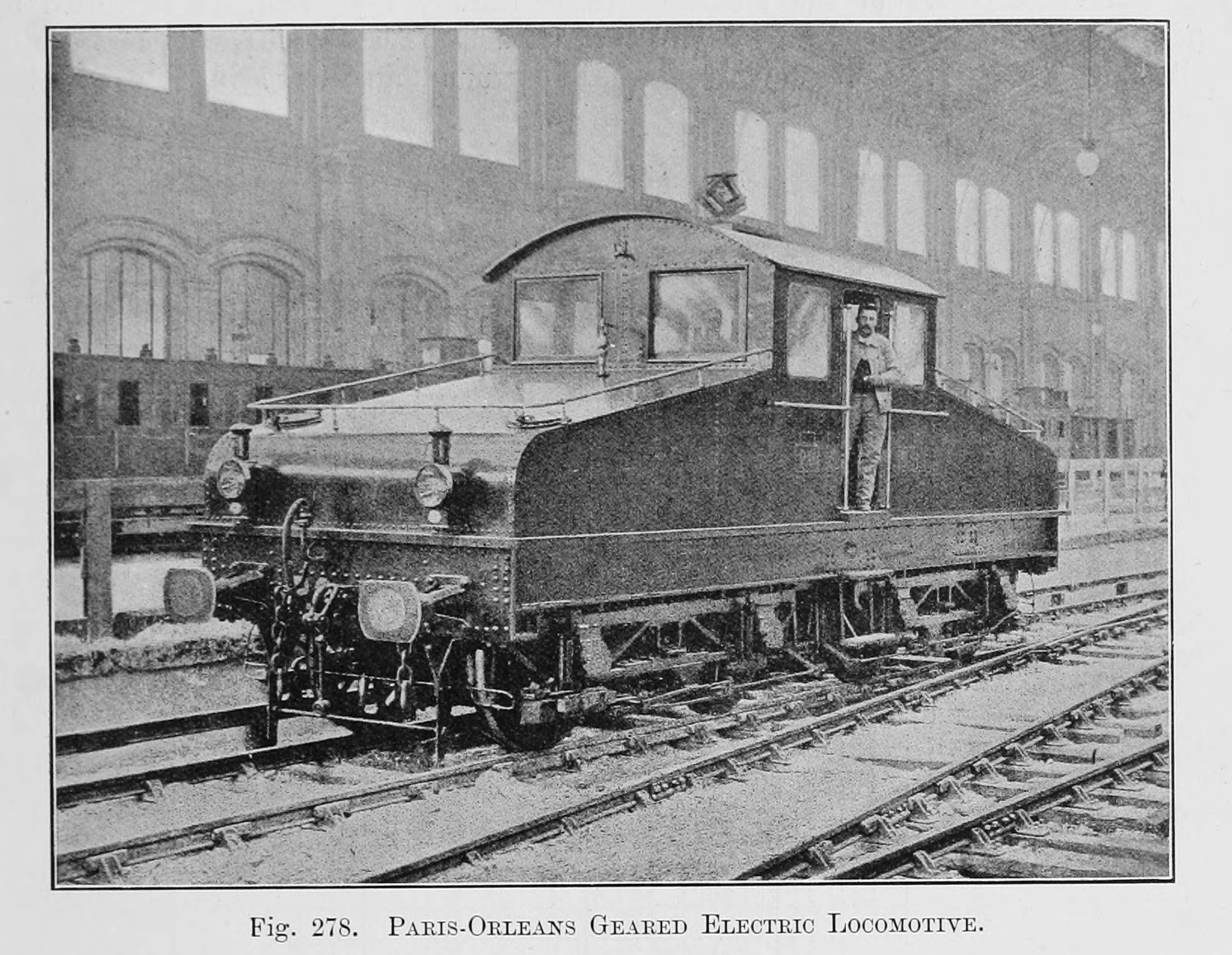
Gare d’Orléans: PO E des Typs „Boîte à sel“ an seitlicher Stromschiene

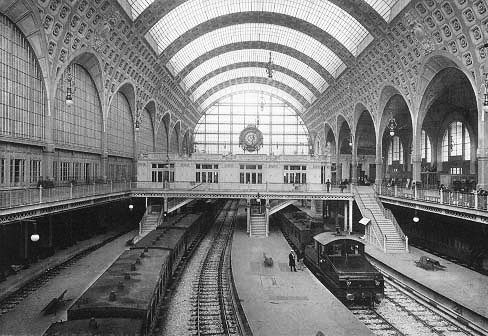
Gare d’Orsay mit einer PO E

In den späten 1890er Jahren bestellte die PO acht elektrische Lokomotiven nach dem Vorbild der Baureihe LE-1 der B&O, die 1899 und 1900, rechtzeitig zur Weltausstellung des Jahres 1900, ausgeliefert wurden. In das Nummernschema der PO wurden sie als E 1 bis E 8 eingeordnet. Wie die LE-1 erhielten sie einen geschlossenen Mittelführerstand und beiderseits zwei flache, zu den Fahrzeugenden hin abgeschrägte Vorbauten. Hersteller waren Blanc-Misseron für den mechanischen und General Electric für den elektrischen Teil. Den Strom bezogen sie über seitlich angebrachte Stromschienen-Stromabnehmer sowie einen kleinen Vedovelli-Dachstromabnehmer, der im Tunnel unter Dachstromschienen genutzt wurde.
Der Lokomotivkasten ruhte auf zwei zweiachsigen Drehgestellen, alle vier Achsen wurden von einem eigenen Motor angetrieben (Achsfolge Bo’Bo’). Die 10,609 m langen, 46 t schweren Maschinen waren bei einer Dauerleistung von 500 kW bis zu 100 km/h schnell, auf der neuen Strecke beförderten sie 300 t schwere Züge mit 30 km/h. Fahrschalter und Bremsventil waren auf beiden Seiten des Führerstands vorhanden.
In den Jahren 1902 bis 1904 wurden die Übersetzungsverhältnisse bei sieben der Maschinen geändert, nur die für Rangierarbeiten im Endbahnhof Gare d’Orsay eingesetzte E 1 blieb unverändert. Um ein Überhitzen des Führerstands, in dem sich die Rheostaten befanden, zu vermeiden, wurden dessen Türen durch Ledervorhänge ersetzt.

### Boxcabs

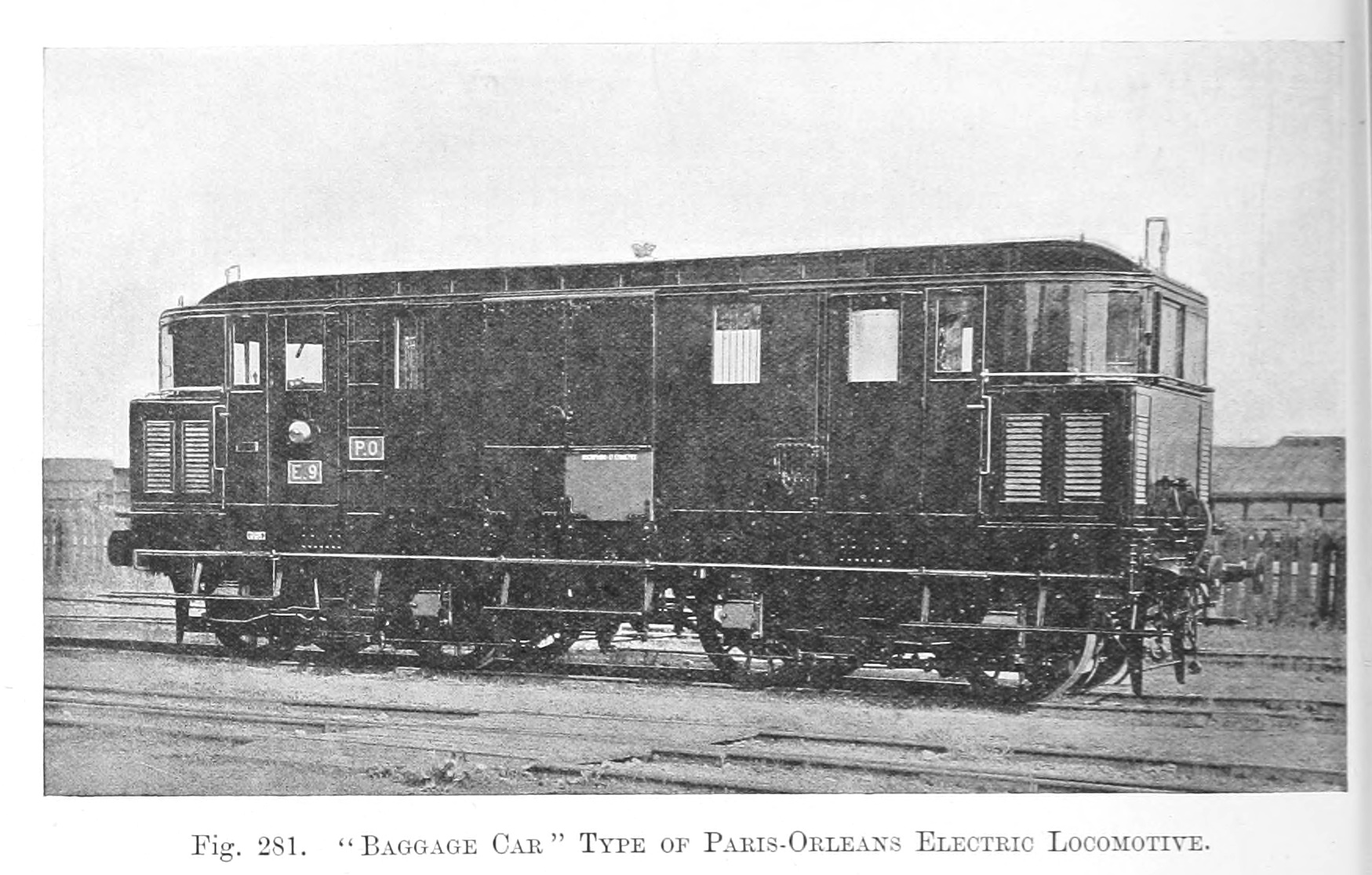
„Boxcab“-Gepäcktriebwagen E 9

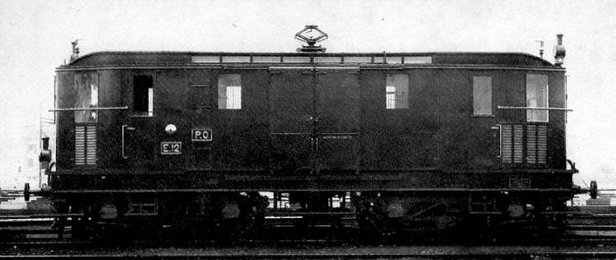
Gepäcktriebwagen E 12

Im Zuge der Verlängerung der Elektrifizierung ins 22 Kilometer entfernte Juvisy wurde die Gleichspannung auf 600 V heraufgesetzt. 1904 erwarb die PO drei weitere Elektrolokomotiven, deren Boxcab-Kasten von denen der ersten Serie abwichen. Sie wiesen an beiden Fahrzeugenden je einen Führerstand, dazu dazwischen ein Gepäckabteil, auf und werden daher den Gepäcktriebwagen zugeordnet. Technisch waren die 11,371 m langen E 9 bis E 11 mit ihren Vorgängern identisch, ihre Leermasse betrug 53 t.
Im Jahr 1907 folgten mit den E 12 und E 13 die beiden letzten Lokomotiven der Baureihe E. Die Aufbauten dieser Boxcab-Maschinen wichen von jenen der E 9 bis E 11 ab.

### Umbau

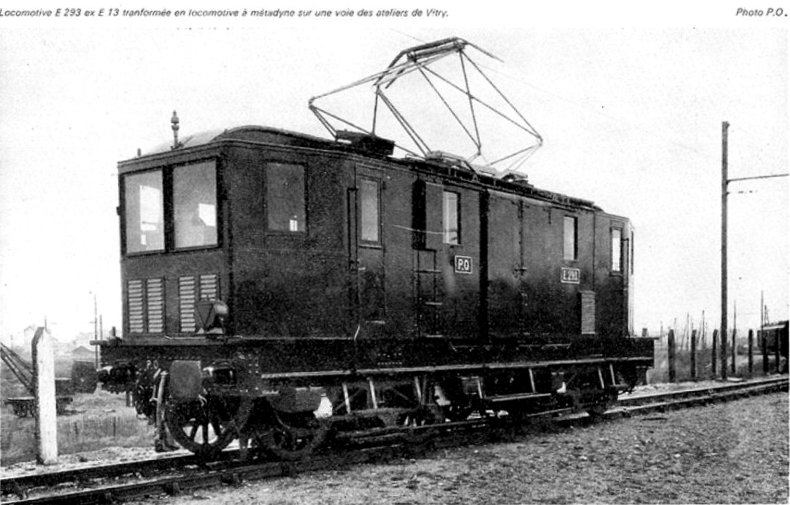
Gepäcktriebwagen E 293 (nach Umbau aus E 13)

Nach der Umstellung des Stromsystems auf Oberleitung und 1500 V Gleichspannung wurden Mitte der 1920er Jahre alle Lokomotiven der Baureihe zunächst abgestellt und deren Betriebsnummern an eine neue Baureihe E (→ PO E 1–80) vergeben. Von 1930 bis 1935 wurden die „Boîtes à sel“ entsprechend umgebaut, die ehemaligen E 3 und E 4 dienten vorab als Erprobungsfahrzeuge. Sie erhielten Thomson-Scherenstromabnehmer und rotierende Métadyne-Gleichspannungswandler, letzterer nahm einen großen Teil des Führerstands in Anspruch. Die Leermasse der fortan als Rangierlokomotiven eingesetzten Fahrzeuge erhöhte sich auf 60 t. Die acht daher auch als „Métadynes“ bezeichneten Maschinen wurden in E 281-288 umgezeichnet und ihre Höchstgeschwindigkeit auf 35 km/h herabgesetzt. Nach den erfolgreichen Tests wurden zwischen 1933 und 1936 auch die Boxcab-Lokomotiven angepasst und als 64 t schwere E 289-293 wieder in Betrieb genommen. Die Wagenkästen der vormaligen E 9 bis E 11 wurden jenen der E 12 und E 13 angeglichen.

### Bei der SNCF
Im Januar 1938 gingen die Triebwagen an die neu gegründete Staatsbahn SNCF über, wo sie ab 1949 als Baureihe BB 1280 liefen. Im Zweiten Weltkrieg wurde die BB 1281 im Betriebswerk Saint-Pierre-des-Corps bei einem alliierten Luftangriff zerstört. 1948 wurde die damals beschädigte Boxcab-Maschine BB 1292 in eine 11,401 m lange „Boîte à sel“ mit – im Vergleich zu den Ursprungsmaschinen – verlängertem Mittelführerstand umgebaut.
Eingesetzt wurden die BB 1280 zur Zugbildung im Abstellbahnhof Paris-Masséna, für das Sortieren von Postwagen im Bahnhof Paris-Austerlitz und von Güterwagen im Bahnhof Paris-Tolbiac, auch dienten sie dem Pendelverkehr zum Bahnbetriebswerk Vitry-sur-Seine. Zwei der Maschinen waren den Bahnhöfen Les-Aubrais und Saint-Pierre-des-Corps zugeteilt, eine weitere in Brive-la-Gaillarde stationiert.

## Ende und Verbleib
1965 wurden die BB 1286 et 1287 abgestellt, im Jahr 1967 dann alle weiteren Maschinen der Baureihe. Museal erhalten blieb die BB 1283, die umgezeichnet als PO E 1 im Eisenbahnmuseum Mülhausen Cité du Train ausgestellt ist.